# Catapterix
Catapterix — рід метеликів родини Acanthopteroctetidae. Включає два види.

## Поширення
Типовий вид Catapterix crimaea відомий з Кримського півострова в Україні та з півдня Франції , тоді як Catapterix tianshanica описаний з Киргизстану.

## Таксономія
Спочатку рід належав до власної родини Catapterigidae, яка зараз вважається синонімом Acanthopteroctetidae. Рід раніше вважався монотипним з Catapterix crimaea як єдиним відомим видом, до офіційного опису Catapterix tianshanica в 2016 році.